# Vlastibořice
Vlastibořice település Csehországban, Libereci járásban. Vlastibořice Radimovice, Sychrov, Pěnčín, Soběslavice, Kobyly és Bílá településekkel határos. Lakosainak száma 367 fő (2024. január 1.).

## Népesség
A település lakosságának változását az alábbi diagram mutatja:
| Lakosok száma | 556  | 600  | 510  | 355  | 277  | 211  | 304  | 338  | 351  | 367  |
|               | 1869 | 1890 | 1921 | 1950 | 1980 | 2001 | 2017 | 2019 | 2022 | 2024 |